# Навобод (джамоат Сарикишти)
Навобод (тадж. Навобод) — село в районе Рудаки Республики Таджикистан. Входит в состав джамоата (сельской общины) Сарикишти района Рудаки.
Находится недалеко от г. Душанбе, на расстоянии 20 км от райцентра (пгт. Сомониён) и 2 км от центра общины (село Махмадшои-Боло).
Население — 1093 чел. (2017).